# Южный Парк (14-й сезон)
Четырнадцатый сезон американского анимационного телесериала «Южный Парк» впервые транслировался в США на телеканале Comedy Central с 17 марта по 17 ноября 2010 года.

## Актёрский состав
- Трей Паркер — Стэн Марш / Эрик Картман / Рэнди Марш / мистер Гаррисон / Клайд Донован / мистер Хэнки / мистер Маки / Стивен Стотч / Джимми Волмер / Тимми Барч / Филлип
- Мэтт Стоун — Кайл Брофловски / Кенни Маккормик / Баттерс Стотч / Джеральд Брофловски / Стюарт Маккормик / Крэйг Такер / Джимбо Керн / Терренс / Иисус / Пип Пиррип
- Эйприл Стюарт — Лиэн Картман / Шерон Марш / мэр Мэкдэниэлс / миссис Маккормик / Венди Тестабургер / директриса Виктория
- Мона Маршалл — Шейла Брофловски / Линда Стотч

## Эпизоды
| № общий | № в сезоне | Название                                                              | Режиссёр    | Автор сценария | Дата премьеры   | Произв. код | Зрители США (млн) |
| --- | ---------- | --------------------------------------------------------------------- | ----------- | -------------- | --------------- | ----------- | ----------------- |
| 196 | 1          | «Сексуальное лечение» «Sexual Healing»                                | Трей Паркер | Трей Паркер    | 17 марта 2010   | 1401        | 3.74              |
| Лучшие учёные объединятся вместе, чтобы остановить недавний феномен богатых и успешных мужчин, которые внезапно захотели заниматься сексом со многими и многими женщинами. После проведённого обширного тестирования обнаружилось, что Кайл, Баттерс и Кенни являются сексуально зависимыми. Их отправляют на специальные курсы для лечения. |            |                                                                       |             |                |                 |             |                   |
| 197 | 2          | «История о Скроти Макбугерболлзе» «The Tale of Scrotie McBoogerballs» | Трей Паркер | Трей Паркер    | 24 марта 2010   | 1402        | 3.24              |
| Школьники читают книгу «Над пропастью во ржи», которая, по словам мистера Гаррисона, содержит спорные моменты. Не найдя их, мальчики решают написать собственную книгу, озаглавив её «История о Мошонке Сопливыеяйца». Мать Стэна случайно находит шедевр и читает его. При чтении её несколько раз рвёт, но она признаёт это шедевром. Друзья сваливают всё на Баттерса, думая, что его будут ругать. Но когда Баттерс становится знаменитым, мальчикам это не нравится…                            |            |                                                                       |             |                |                 |             |                   |
| 198 | 3          | «Лечебный жареный цыплёнок» «Medicinal Fried Chicken»                 | Трей Паркер | Трей Паркер    | 31 марта 2010   | 1403        | 2.99              |
| В Колорадо принят закон, разрешающий курение конопли и одновременно запрещающий сеть быстрого питания Kentucky Fried Chicken. Из-за этого любимую забегаловку Картмана KFC заменили на аптеку лекарственной марихуаны. Ему это не нравится, и он делает всё, чтобы вернуть KFC. Тем временем Рэнди пытается купить косяк. |            |                                                                       |             |                |                 |             |                   |
| 199 | 4          | «У вас 0 друзей» «You Have 0 Friends»                                 | Трей Паркер | Трей Паркер    | 7 апреля 2010   | 1404        | 3.07              |
| Друзья регистрируют Стэна в Facebook. Он поначалу не хочет с этим заморачиваться, однако по просьбе знакомых добавляет их в друзья и вскоре обнаруживает, что у него 800 тысяч друзей. В это время Кайл добавляет в друзья мальчика по имени Кип, у которого совершенно нет друзей. Вскоре Кайл обнаруживает, что все его прежние друзья куда-то подевались. |            |                                                                       |             |                |                 |             |                   |
| 200 | 5          | «200»                                                                 | Трей Паркер | Трей Паркер    | 14 апреля 2010  | 1405        | 3.33              |
| Во время экскурсии по кондитерской фабрике Стэн случайно оскорбляет Тома Круза, и это становится началом цепной реакции: высмеиваемые ранее знаменитости подают коллективный иск против города Южный Парк. Это может быть то, что разрушит город навсегда. |            |                                                                       |             |                |                 |             |                   |
| 201 | 6          | «201»                                                                 | Трей Паркер | Трей Паркер    | 21 апреля 2010  | 1406        | 3.50              |
| Разгневанные знаменитости, жестокие рыжие дети и Меха-Стрейзанд собираются разрушить Южный Парк и всех, кто хочет знать, «Кто отец Эрика Картмана?». |            |                                                                       |             |                |                 |             |                   |
| 202 | 7          | «Хромое лето» «Crippled Summer»                                       | Трей Паркер | Трей Паркер    | 28 апреля 2010  | 1407        | 3.55              |
| Джимми и Тимми отправляются в летний лагерь со своими друзьями-инвалидами. Тем временем у Полотенчика возникают серьёзные проблемы с наркотиками. |            |                                                                       |             |                |                 |             |                   |
| 203 | 8          | «Бедный и глупый» «Poor and Stupid»                                   | Трей Паркер | Трей Паркер    | 6 октября 2010  | 1408        | 3.14              |
| Картман мечтает стать водителем болида NASCAR и готов на всё, чтобы достичь этого. По его убеждениям, все водители из NASCAR тупые и нищие, и чтобы стать одним из них, он должен быть таким же. В итоге своим поведением он окончательно убеждает всех, что гонки NASCAR, действительно, для тупых и нищих. Кенни разозлён и пытается не допустить победы Картмана, но сам чуть не погибает. В итоге Эрик попадает в аварию и решает завязать с гонками, так как он «слишком умён и богат» для них. |            |                                                                       |             |                |                 |             |                   |
| 204 | 9          | «Это фишка Джерси» «It’s a Jersey Thing»                              | Трей Паркер | Трей Паркер    | 13 октября 2010 | 1409        | 3.25              |
| Нью-Джерси быстро покоряет страну, штат за штатом, и их следующая остановка — Южный Парк. Всё восточнее Скалистых гор — теперь часть Нью-Джерси. Южный Парк рискует стать Западным Джерси в течение недели. Рэнди и мальчики пытаются противостоять натиску. |            |                                                                       |             |                |                 |             |                   |
| 205 | 10         | «Новчало» «Insheeption»                                               | Трей Паркер | Трей Паркер    | 20 октября 2010 | 1410        | 2.89              |
| Когда Стэна отправили к школьному психологу по поводу его психического расстройства, он понимает, что не единственный, у кого есть проблемы. Мистер Маки и Стэн добровольно сдаются на волю специалистов, и тогда Стэн сам увидит, каково было Маки в 4-м классе. |            |                                                                       |             |                |                 |             |                   |
| 206 | 11         | «Енот 2: Послевидение» «Coon 2: Hindsight»                            | Трей Паркер | Трей Паркер    | 27 октября 2010 | 1411        | 2.76              |
| Нефтедобывающая компания пробурила скважину в Мексиканском заливе и случайно освободила злобных существ из параллельного мира вместе с Ктулху — безжалостным Тёмным Лордом. Пока «Енот и друзья» пытаются разобраться с новым супергероем в городе, на Южный Парк один за одним обрушиваются беды и природные катаклизмы. |            |                                                                       |             |                |                 |             |                   |
| 207 | 12         | «Восхождение Мистериона» «Mysterion Rises»                            | Трей Паркер | Трей Паркер    | 3 ноября 2010   | 1412        | 2.85              |
| «Енот и друзья» работают вместе во главе с Мистерионом, чтобы помочь людям в Мексиканском заливе, которые «висят на крючке» у Тёмного Лорда Ктулху. Енот презирает своих коллег-супергероев и из мести работает в одиночку. |            |                                                                       |             |                |                 |             |                   |
| 208 | 13         | «Енот против Енота и друзей» «Coon vs. Coon and Friends»              | Трей Паркер | Трей Паркер    | 10 ноября 2010  | 1413        | 2.79              |
| Енот проявит свою тёмную сторону, которая окажется ещё более злобной, чем у тёмного властелина Ктулху, когда покарает бывших своих коллег по команде «Енот и друзья». Кенни борется с весом своей суперсилы через его альтер эго — Мистериона. |            |                                                                       |             |                |                 |             |                   |
| 209 | 14         | «Крем-фреш» «Crème Fraîche»                                           | Трей Паркер | Трей Паркер    | 17 ноября 2010  | 1414        | 2.49              |
| Рэнди становится слишком одержим каналом Food Network, и эта одержимость начинает сильно влиять на его семью. |            |                                                                       |             |                |                 |             |                   |